# KPart
KPart は、KDEデスクトップ環境のためのコンポーネントである。そのフレームワークを KParts と呼ぶ。KParts は、GNOMEのBonoboや、マイクロソフトのOLEに相当する。Konsoleは KPart としても利用可能で、Konqueror や Kate のようなアプリケーションで使われている。Konqueror は KParts 利用の好例であり、KWord を文書表示に使い、KMPlayer をマルチメディアプレイヤーとして使っている。また、Kontact は kdepim パッケージ内の各種アプリケーションをまとめたものとなっている。